# WNJZ
Koordinaten: 39° 6′ 18″ N, 74° 48′ 6″ W
WNJZ-FM (Njn Public Radio) ist eine US-amerikanische Public-Radio-Station aus Cape May, New Jersey. Sie sendet auf UKW 90,3 MHz mit 6 kW. Sie gehört der WHYY Inc. WNJZ simulcasted das Programm von WHYY-FM Philadelphia.
Die Station gehörte und wurde betrieben vom New Jersey Network. NJNs Radio Network startete am 20. Mai 1991. Später übernahm die New Jersey Public Broadcasting Authority die Station.